# Vulgarisme
Een vulgarisme is een stijlfiguur waarbij woorden of uitdrukkingen worden gebruikt die als 'plat' bekendstaan, waaraan een lage sociale status verbonden is. Vulgarismen zijn meestal bedoeld om te choqueren en vormen dan min of meer het tegengestelde van eufemismen.
Voorbeelden
- Een bloemlezing van Tsead Bruinja en Daniël Dee draagt de vulgaristische titel Kutgedichten.
- Vrijen zonder praten is kut.[1]

Andere voorbeelden zijn het opzettelijk gebruik van registers zoals dialect en volkstaal in plaats van de gangbare omgangstaal, of het vertellen van schuine moppen op ongepaste momenten. Uitdrukkingen als schuttingtaal en vloeken in de kerk duiden in ruimere zin op uitingen die als ongewenst worden ervaren, waaronder vulgarismen.